# 3-氨基-1,2,4-三唑

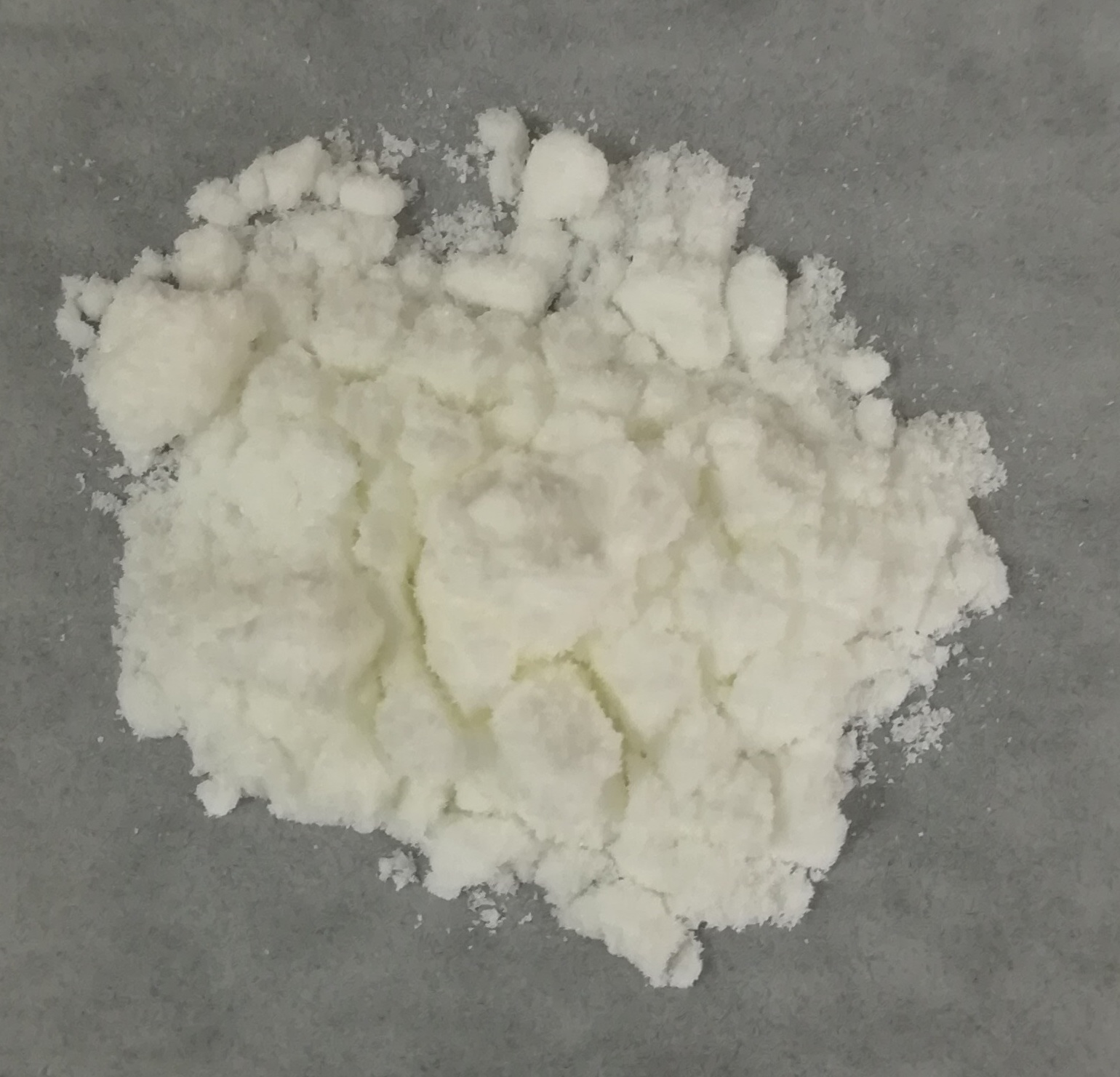
固态3-氨基-1,2,4-三氮唑为无色晶体

3-氨基-1,2,4-三唑是一种有机化合物，化学式为C2H4N4。

## 制备
3-氨基-1,2,4-三唑可由氨基胍（CAS:79-17-4）在酸中或其碳酸酯（CAS:2582-30-1）在水中加热反应得到。